# Eduard Lasker

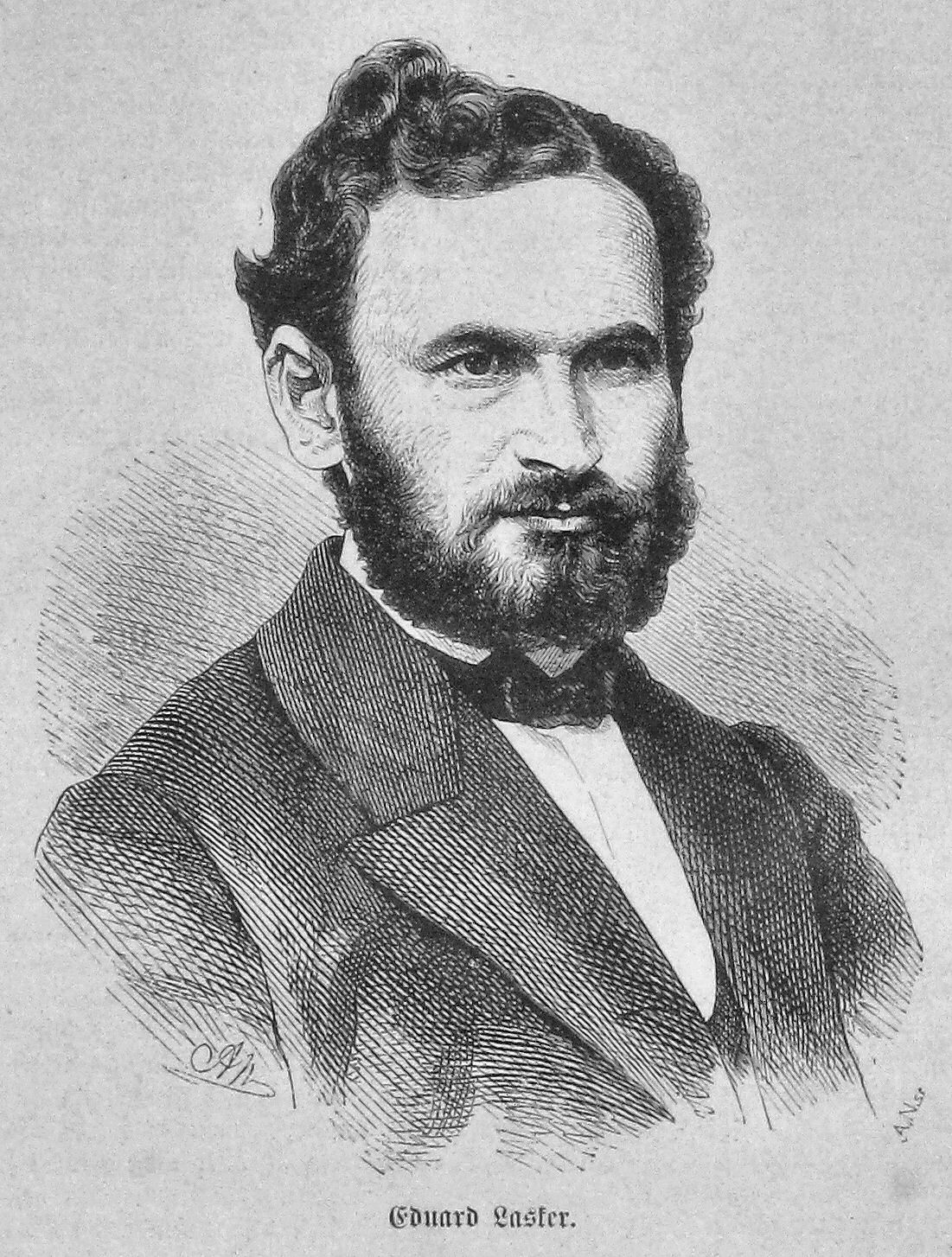
Eduard Lasker.

Eduard Lasker (egentligen Jizchak Lasker), född 14 oktober 1829 i Jarotschin, provinsen Posen, död 5 januari 1884 i New York, var en tysk politiker och jurist. 
Lasker blev en tids tjänstgöring vid stadsdomstolen i Berlin och en treårig vistelse i Storbritannien (1852-55) referendarie i preussisk statstjänst och 1858 assessor vid ovannämnda domstol. Hans egenskap av jude och oppositionsman stängde befordringarnas väg för honom. Först 1870 utnämndes han, utan ansökan, till Rechtsanwalt i Berlin och var därjämte sedan samma år ombudsman vid denna stads hypoteksinrättning. 
År 1865 invaldes Lasker i Berlin till ledamot av preussiska lantdagen, huvudsakligen till följd av sina uppseendeväckande nationalekonomiska och statsrättsliga uppsatser (1861-64) i Heinrich Bernhard Oppenheims "Deutsche Jahrbücher für Politik und Litteratur", senare samlade i Zur Verfassungsgeschichte Preußens (1874). I lantdagen, där han, representerande olika valkretsar, satt ända till 1879, blev han snart en av de främsta debattörna inom Deutsche Fortschrittspartei och blev senare (1866) en av Deutsche Nationalliberale Parteis grundare. 
Lasker fick plats även i Nordtyska förbundets riksdag (1867-70) och var från 1871 till sin död ledamot av tyska riksdagen. Särskilt framgångsrikt blev hans uppträdande 1873 mot den i det preussiska handelsministeriet rådande korruptionen i fråga om järnvägskoncessioner, Gründerschwindel. Han var en varm förespråkare av den nationella enheten och den konstitutionella friheten. Han understödde i det längsta Otto von Bismarcks politik, men lämnade 1880 det nationalliberala partiet, då detta enligt hans mening i alltför hög grad kompromissade till förmån för Bismarcks starkt konservativa inrikespolitik.